# جان فرانسوا روسو
جان فرانسوا روسو (بالفرنسية: Jean-François Rousseau)‏ هو مستشرق فرنسي، ولد في 16 أكتوبر 1738 في أصفهان في إيران، وتوفي في 12 مايو 1808 في حلب في سوريا.